# Haszaka
Haszaka, vagy más átírásokban el-Haszake, Haszeke (arab: الحسكة, kurd: Hesîçe) város Szíria északkeleti részén, az azonos nevű Haszaka kormányzóság központja. A Hábúr folyó mellett fekszik. Lakossága 188 ezer fő volt 2004-ben. A várost főleg kurdok lakják, a kisebbséget arabok, asszírok és örmények alkotják.  
A 2007-2008-as régészeti ásatások egy erődítmény romjait tárták fel az ókori asszír időszakból, a Kr. e. 11-8. századból. Egy kora középkori bizánci templom maradványait is feltárták az 5. századból. Az Oszmán Birodalom idejében a hely jelentéktelen volt. A mai települést a 20. század elején alapították újra.

## Nevezetes személyek
- Mar Ignatius Joseph III Younan (1944) antiochiai szír katolikus pátriárka

## Fordítás
- Ez a szócikk részben vagy egészben  az   Al-Hasakah című angol Wikipédia-szócikk fordításán alapul.  Az eredeti cikk szerkesztőit annak laptörténete sorolja fel. Ez a jelzés csupán a megfogalmazás eredetét és a szerzői jogokat jelzi, nem szolgál a cikkben szereplő információk forrásmegjelöléseként.
- Ez a szócikk részben vagy egészben  az   Al-Hasaka című német Wikipédia-szócikk fordításán alapul.  Az eredeti cikk szerkesztőit annak laptörténete sorolja fel. Ez a jelzés csupán a megfogalmazás eredetét és a szerzői jogokat jelzi, nem szolgál a cikkben szereplő információk forrásmegjelöléseként.